# 11305 Ahlqvist
11305 Ahlqvist è un asteroide della fascia principale. Scoperto nel 1993, presenta un'orbita caratterizzata da un semiasse maggiore pari a 2,3153738 UA e da un'eccentricità di 0,0853757, inclinata di 3,36391° rispetto all'eclittica.